# Joan Kalisch Kraber
Joan Kalisch Kraber (* 1941; † 11. Juni 2013 in Austin, Texas) war eine amerikanische Geigerin (gelegentlich auch Bratsche).
Kalisch studierte an der Yale University. Als Orchestermusikerin spielte sie unter anderem mit dem American Symphony Orchestra unter Leopold Stokowski, mit dem American Ballet Theatre Orchestra und dem Brooklyn Philharmonic. Als Kammermusikerin was sie Mitglied im Hampshire String Quartet. Daneben interpretierte sie Neue Musik und wirkte 1974 als Solistin an der Aufnahme von Frederic Rzewskis Attica / Coming Together mit. Weiterhin nahm sie mit Alice Coltrane (Universal Consciousness, World Galaxy) sowie mit Don Cherry und dem Jazz Composer’s Orchestra (Relativity Suite, 1973) auf.
1983 zog Kalisch nach Texas, wo sie eine 30-jährige Tätigkeit beim Austin Symphony Orchestra begann. Sie spielte auch mit dem Orchester der Austin Lyric Opera und war Gründungsmitglied und Geschäftsführerin der Chamber Soloists of Austin. Mit ihnen nahm sie für zwei Plattenlabels auf, tourte für das US-Außenministerium durch Südamerika und trat überregional in den USA auf.